# Octoknema borealis
Octoknema borealis är en tvåhjärtbladig växtart som beskrevs av Hutchinson & Dalziel. Octoknema borealis ingår i släktet Octoknema och familjen Octoknemaceae. Inga underarter finns listade i Catalogue of Life.